# Farbbombe
Farbbomben werden als Diebstahlsicherung eingesetzt. Bei einer nicht befugten Öffnung, beispielsweise eines Tresors, wird die Farbbombe ausgelöst, um so den Bargeldinhalt unbrauchbar zu machen oder den Täter mit schwer abwaschbarer Farbe zu markieren. Solche Farbe kann besondere Eigenschaften aufweisen, wie das Leuchten unter UV-Licht, womit die Täter noch deutlich nach der Tat überführt werden können.
Eine kleine Bauform findet als Warensicherungsetikett v. a. im Textil-Einzelhandel Verwendung.